# Historia reprezentacji Polski w piłce siatkowej kobiet

## Geneza
Piłka siatkowa w Polsce pojawiła się na początku XX wieku. Początkowo miała charakter wyłącznie amatorski. Za początek piłki siatkowej w Polsce w zorganizowanej formie uznaje się rok 1926 i powstanie Polskiego Związku Gier Sportowych, który po II wojnie światowej zmienił nazwę na Polski Związek Koszykówki, Siatkówki i Szczypiorniaka (PZKSS). PZKSS wziął czynny udział w tworzeniu struktur Międzynarodowej Federacji Piłki Siatkowej (FIVB) powstałej w 1947 roku, dzięki czemu jej wiceprezesem został Zygmunt Nowak.
Koncepcja utworzenia narodowej reprezentacji Polski w piłce siatkowej kobiet pojawiła się w kwietniu 1947, tuż po przystąpieniu PZKSS do FIVB. Po raz pierwszy powołano ją w lutym 1948, zaś na arenie międzynarodowej oficjalnie zadebiutowała 14 lutego 1948 (dwa tygodnie przed męską reprezentacją), pokonując 3:1 w warszawskiej sali sportowej YMCA siatkarską kadrę Czechosłowacji. Drużynę prowadził estoński trener koszykówki polskiego pochodzenia, Walenty Kłyszejko.
Od lat 40. do początku lat 70. ubiegłego wieku żeńska reprezentacja Polski budowała pozycję polskiej siatkówki na arenie międzynarodowej, regularnie stając na podium mistrzostw Europy (4 srebrne i 4 brązowe medale), mistrzostw świata (srebrny i 2 brązowe) oraz igrzysk olimpijskich (2 brązowe medale). W pierwszych dwudziestu latach (1948/68) na 13 turniejów w których wystąpiły polskie siatkarki zdobyły 12 medali, tylko ma MŚ 1960 zajęły 4. miejsce.
Należ zwrócić uwagę, iż brązowe medale siatkarek z Igrzysk Olimpijskich 1964 i 1968 są pierwszymi medalami olimpijskim w Polsce w sportach zespołowych. Również medale mistrzostw świata siatkarek w latach 1952, 1956 i 1962 są pierwszymi polskimi medalami MŚ w sportach zespołowych.

## Lata 1948-1949 – Romuald Wirszyłło
Pierwszym etatowym trenerem kadry został Romuald Wirszyłło. Poprowadził on reprezentację Polski na Igrzyskach Bałkańskich w 1948 r. oraz w pięciu meczach towarzyskich w 1949 r. Jego bilans trenerski to 8 zwycięstw i 2 porażki.

## Lata 1949-1950 – Lotar Geyer

### 1949 – brązowy medal Mistrzostw Europy
W 1949 roku nowym trenerem został Lotar Geyer. Pod jego wodzą polska drużyna narodowa najpierw wystąpiła na akademickich mistrzostwach świata w 1949 roku. W tym samym roku żeńska reprezentacja zadebiutowała w Mistrzostwach Europy odbywających się w Pradze. Polska kadra narodowa odniosła tu pierwszy duży sukces, zdobywając brązowy medal. W polskiej drużynie grała m.in. znakomita oszczepniczka, przyszła olimpijka i wielokrotna mistrzyni Polski, Urszula Figwer.

## Lata 1950-1951 – Kazimierz Strycharzewski

### 1950 – srebrny medal Mistrzostw Europy
W 1950 roku na miejsce Geyera przyszedł Kazimierz Strycharzewski, który wywalczył z reprezentacją wicemistrzostwo Europy na mistrzostwach w 1950 roku rozgrywanych w Sofii. W polskim zespole wystąpiła wszechstronna zawodniczka, uznawana później za najlepszą polską koszykarkę lat 50., Romualda Gruszczyńska.

## Lata 1951-1954 – Zygmunt Krzyżanowski

### 1951 – srebrny medal Mistrzostw Europy
Zygmunt Krzyżanowski, który został w 1951 trenerem żeńskiej kadry siatkarskiej poprowadził ją do trzeciego miejsca na akademickich mistrzostwach świata. Nie otrzymał natomiast paszportu na wyjazd na mistrzostwa Europy odbywające się w tym samym roku w Paryżu. Drużyna, prowadzona w zastępstwie przez trenera męskiej reprezentacji Zygmunta Krausa, zdobyła tam drugie miejsce.

### 1952 – srebrny medal Mistrzostw Świata
Natomiast już pod wodzą Krzyżanowskiego polska reprezentacja wywalczyła jeden z największych sukcesów w polskiej siatkówce żeńskiej - srebrny medal pierwszych mistrzostw świata w 1952 roku w Moskwie.

## Lata 1954–1955 – Lucjan Tyszecki

### 1955 – brązowy medal Mistrzostw Europy
W latach 1954–1955 kobiecą reprezentację Polski prowadził Lucjan Tyszecki, kadra pod jego kierunkiem zdobyła brązowe medale na akademickich mistrzostwach świata w 1954 i mistrzostwach Europy w 1955 roku w Bukareszcie. Mimo medalu wynik był pewnym rozczarowaniem, mówiło się o złej atmosferze w drużynie, zaś po powrocie do kraju kilka zawodniczek zostało zawieszonych w prawach reprezentantek.

## Lata 1955–1957 – Zygmunt Krzyżanowski

### 1956 – brązowy medal Mistrzostw Świata
Zygmunt Krzyżanowski ponownie objął kadrę w 1955 roku. Rok później drużyna narodowa wywalczyła kolejny medal na Mistrzostwach Świata w Paryżu, tym razem brązowy.

## Lata 1957–1958 – Zbigniew Szpyt

### 1958 – brązowy medal Mistrzostw Europy
Zbigniew Szpyt z reprezentacją wywalczył akademickie mistrzostwo świata w 1957 oraz brązowy medal mistrzostw Europy w 1958 roku w Pradze.

## Lata 1959–1961 – Jerzy Szewczyk
W 1961 roku na kongresie Międzynarodowego Komitetu Olimpijskiego postanowiono o organizacji turnieju siatkarskiego na Letnich Igrzyskach Olimpijskich 1964. Z tego względu zmieniono kalendarz rozgrywek o randze mistrzowskiej. Po dwóch latach od poprzednich mistrzostw świata zorganizowano kolejne, natomiast mistrzostwa Europy przesunięto na rok 1963. Ustalono również, że obie imprezy odbywać się będą co cztery lata.
Polska kadra żeńska prowadzona przez Jerzego Szewczyka podczas mistrzostw świata w 1960 roku w Brazylii zajęła 4. miejsce.

## Lata 1961–1962 – Stanisław Mazur
Trener Stanisław Mazur prowadził reprezentację Polski wyłącznie w spotkaniach towarzyskich.

## Lata 1962–1965 – Stanisław Poburka
W latach 1962–1965 kobiecą reprezentację Polski prowadził Stanisław Poburka, kadra pod jego kierunkiem zdobyła brązowy medal podczas mistrzostw świata w 1962 roku, rozgrywanych w Petersburgu i Moskwie oraz srebrny medal na mistrzostwach Europy w 1963 roku w Rumunii.

### 1964 – brązowy medal Igrzysk Olimpijskich
Na Letnie Igrzyska Olimpijskie 1964 roku reprezentacja nie musiała kwalifikować przez turniej kwalifikacyjny, gdyż trzy najlepsze zespoły MŚ 1962 miały awans automatyczny (Polki zajęły wtedy trzecie miejsce). Podczas turnieju olimpijskiego polskie siatkarki, prowadzone przez trenera Poburkę, odniosły kolejny wielki sukces, zdobywając brązowe medale, pierwsze polskie medale olimpijskie w grach zespołowych. Polska drużyna ustąpiła tylko zespołom Japonii i ZSRR.

## Lata 1965–1970 – Benedykt Krysik

### 1967 – srebrny medal Mistrzostw Europy
Pod kierunkiem Benedykta Krysika podczas mistrzostw Europy w 1967 roku w Rumunii Polki ponownie zdobyły srebrny medal.
Na Mistrzostwach Świata 1967 roku w Japonii Polki miały zagrać w grupie C z Chinami, USA i Węgrami, ale z powodu bojkotu zespoły krajów komunistycznych wycofały się z turnieju. Powodem bojkotu było nieuznanie przez gospodarzy, Japonię, oficjalnych nazw NRD i Korei Północnej, odegrania ich hymnów i wywieszenia flag. W efekcie na mistrzostwach zamiast 11 zespołów zagrały 4 (Japonia, Korea Południowa, USA i Peru), a reprezentacja Polski straciła szansę na kolejny medal.

### 1968 – brązowy medal Igrzysk Olimpijskich
Siatkarki zdobyły kwalifikacje olimpijskie do Igrzysk 1968 roku, zajmując w turnieju interkontynentalnym rozgrywanym w miejscowości Slavonski Brod w Jugosławii we wrześniu 1967 roku 2. miejsce. Podczas turnieju olimpijskiego polskie siatkarki obroniły trzecie miejsce i po raz drugi z rzędu zdobyły brązowe medale. Podobnie jak cztery lata wcześniej Polki przegrały tylko z zespołami Japonii i ZSRR.

## Rok 1970 – Gwidon Grochowski
W 1970 reprezentację Polski seniorek prowadził Gwidon Grochowski, pod jego kierunkiem na mistrzostwach świata w Bułgarii drużyna zajęła 9. miejsce.

## Lata 1971–1974 – Zygmunt Krzyżanowski

### 1971 – brązowy medal Mistrzostw Europy
Zygmunt Krzyżanowski po raz trzeci objął kadrę w 1971 roku. W tym samym roku drużyna narodowa wywalczyła brązowy medal mistrzostw Europy, rozgrywanych we Włoszech w rekordowej obsadzie 18 zespołów. Medal ten, ostatni przed ponad 20-letnią przerwą, nie dawał awansu na Igrzyska w Monachium.
Zygmunt Krzyżanowski był trenerem kadry przez największą liczbę sezonów z wszystkich trenerów reprezentacji (8 sezonów: 1951-54, 1955-57 i 1971-74).

## Rok 1974 – Adam Żelazny
W 1974 roku trenerem kadry został Adam Żelazny, prowadzona przez niego reprezentacja na mistrzostwach świata w Meksyku zajęła 9. miejsce.

## Lata 1975–1977 – Andrzej Niemczyk
W 1975 roku kadrę żeńską po raz pierwszy objął Andrzej Niemczyk. Na Mistrzostwa Europy w 1975 roku, rozgrywanych w Jugosławii, prowadzona przez niego polska reprezentacja zajęła 6. miejsce.
W 1976 drużyna brała udział w interkontynentalnym turnieju kwalifikacyjnym do Igrzyska Olimpijskich w Montrealu rozgrywanym w Heidelbergu, gdzie zajęła 2. miejsce. Niestety, nie wystarczyło to do występu w Igrzyskach.
Na Mistrzostwa Europy w 1977 roku, rozgrywanych w Finlandii, polska reprezentacja zajęła 4. miejsce. Po tym turnieju trener Niemczyk podał się do dymisji.

## Lata 1978–1980 – Hubert Wagner
Spadającej w rankingach reprezentacji nie pomogło nawet objęcie kadry przez wybitnego fachowca, mistrza olimpijskiego i mistrza świata z drużyną męską, Huberta Wagnera. Pod wodzą słynnego „Kata” drużyna zanotowała jeden ze słabszych okresów w swojej historii (11. miejsce na MŚ 1978 i 8. miejsce na ME 1979), niemniej na kolejny występ na mistrzostwach świata musieliśmy poczekać aż 24 lata, do 2002 roku. W mistrzostwach 1979 roku na podkreślenie zasługuje pierwsze w historii zwycięstwo Polek nad dominującą od lat drużyną ZSRR.
Trener Wagner podał się do dymisji po ogłoszeniu decyzji o wycofaniu się polskiej drużyny z kwalifikacji do Igrzysk w Moskwie.

## Lata 1980–1981 – Stanisław Poburka
W 1980 ponownie trenerem reprezentacji Polski seniorek został Stanisław Poburka. Poprowadził ją w udanych kwalifikacjach do mistrzostw Europy w 1981, ale w czerwcu 1981 zrezygnował z prowadzenia kadry.

## Lata 1981–1983 – Andrzej Dulski
Pod wodzą nowego trenera, Andrzeja Dulskiego kadra na Mistrzostwach Europy w 1981 roku w Bułgarii drużyna zajęła 5. miejsce. Potem nastąpił regres, na Mistrzostwa Świata w 1982 nie zakwalifikowaliśmy się w ogóle, zaś na Mistrzostwach Europy w 1983 zajęliśmy 9. miejsce.
W ME 1983 polska drużyna przegrała z siatkarkami RFN, prowadzonymi przez niedawnego trenera polskiej kadry, Andrzeja Niemczyka.

## Lata 1984–1986 – Jerzy Matlak
Państwa bloku wschodniego zbojkotowały Igrzyska w USA w 1984 i zorganizowały własne zawody, Przyjaźń-84, w których wzięło udział ponad 2000 zawodników z kilkudziesięciu państw. W turnieju siatkarskim polskie siatkarki w stawce dziesięciu państw zajęły 7. miejsce. Zespół prowadził Jerzy Matlak, były asystent trenera Poburki. Polska reprezentacja grała tam w składzie: Waloch, Tomiak, Hanyżewska, Różańska, H. Zielińska, Szczygielska, Kwaśniewska, Wilk, Kucharczyk, Rychter, Bućko, Ciaszkiewicz.
Na mistrzostwach Europy w 1985 w Holandii zespół trenera Matlaka zajął 7. miejsce.

## Lata 1986–1989 – Jan Ryś
W 1986 roku stanowisko trenera kadry objął Jan Ryś, były asystent Huberta Wagnera, potem pierwszy trener w męskiej reprezentacji Polski. Trenowana przez niego kadra żeńska na mistrzostwach Europy w 1987 roku w Belgii zajęła odległe, 11. miejsce, najgorsze w historii występów w Mistrzostwach Europy.

## Rok 1989 – Janusz Badora
Przez kilka miesięcy 1989 roku reprezentację Polski seniorek prowadził Janusz Badora, były trener m.in. reprezentacji Polski juniorek, która zajęła 4. miejsce na mistrzostwach Europy. Na seniorskich mistrzostwach Europy w 1989 roku w Niemczech prowadzona przez niego drużyna zajęła 9. miejsce. Po ME zrezygnował z prowadzenia kadry.

## Lata 1989–1993 – Edward Superlak
Od grudnia 1989 do końca 1993 trenerem reprezentacji Polski seniorek był Edward Superlak. Pod jego kierunkiem drużyna narodowa m.in. na mistrzostwach Europy w 1991 roku we Włoszech zajęła 9. miejsce. Zrezygnował z pracy z kadrą jesienią 1993 roku po nieudanych kwalifikacjach do mistrzostw Europy 1993 (jedyny raz w historii polska reprezentacja nie wystąpiła w ME) i mistrzostw świata 1994.
Na ME 1991 debiutowały Magdalena Śliwa i Dorota Świeniewicz.

## Lata 1994–1995 – Tadeusz Chojnacki
Tadeusz Chojnacki został trenerem reprezentacji Polski seniorek w 1994 roku. Uzyskał z nią awans do mistrzostw Europy w 1995, ale zrezygnował ze swojej funkcji z przyczyn finansowych bezpośrednio przed ME, w lipcu 1995 roku.

## Lata 1995–1996 – Leszek Piasecki
Po niespodziewanej rezygnacji Chojnackiego od sierpnia 1995 pierwszym trenerem reprezentacji został jego dotychczasowy asystent, Leszek Piasecki. Poprowadził drużynę narodową na mistrzostwach Europy w Holandii we wrześniu tego roku, zajmując 9. miejsce.

## Lata 1996–1999 – Jerzy Skrobecki
Jerzy Skrobecki trenował reprezentację Polski seniorek w latach 1996-1999. Z reprezentacją wystąpił na mistrzostwach Europy w 1997 roku w Czechach (6. miejsce, najlepsze od 16 lat) i 1999 we Włoszech (8. miejsce). Pierwszy z tych startów uznano za umiarkowany sukces, natomiast drugi za porażkę, albowiem przed zawodami Polska była jednym z kandydatów do medalu. Po ME w 1999 został zwolniony z funkcji trenera reprezentacji.
Jedyny sukces reprezentacji podczas ME 1999 to wyróżnienie dla Ewy Kowalkowskiej dla najlepiej zagrywającej.

## Lata 2000–2003 – Zbigniew Krzyżanowski
W listopadzie 1999 stanowisko trenera kadry objął Zbigniew Krzyżanowski, były trener polskiej reprezentacji kadetek, z którą zdobył mistrzostwo Europy w 1999 roku i 4. miejsce na mistrzostwach świata w tym samym roku.
Po raz pierwszy poprowadził zespół 8 maja 2000 w nieoficjalnym towarzyskim spotkaniu z USA. Pierwszy mecz oficjalny pod jego kierunkiem reprezentacja zagrała 24 maja 2000 w Kępnie z Turcją. Następnie uzyskał awans do mistrzostw Europy w 2001 w Bułgarii, a na turnieju finałowym jego drużyna zajęła 6. miejsce. W 2002 poprowadził reprezentację w pierwszym od 1978 starcie w mistrzostwach świata w Niemczech, zajmując miejsce 13-16. Zrezygnował z prowadzenia kadry w kwietniu 2003, wskazując jako przyczynę niewywiązywanie się Polskiego Związku Piłki Siatkowej z zobowiązań finansowych wobec zawodniczek. Łącznie poprowadził ją w 66 spotkaniach, w tym 44 zwycięskich. W meczach o punkty jego bilans to 21 spotkań, w tym 11 zwycięskich.

## Lata 2003–2006 – Andrzej Niemczyk

### 2003 – Mistrzostwo Europy
Następcą Krzyżanowskiego na stanowisku selekcjonera został Andrzej Niemczyk, który po raz drugi objął to stanowisko w kwietniu 2003 roku. Drużyna narodowa awansowała na mistrzostwa Europy w Turcji, gdzie po raz pierwszy w historii żeńskiej siatkówki zdobyła złoty medal na imprezie tej rangi. Małgorzata Glinka została wybrana MVP mistrzostw oraz była najlepiej punktującą, zaś Magdalena Śliwa uzyskała tytuł najlepiej rozgrywającej.
W pierwszym w historii występie w Pucharze Świata 2003 roku Polki zajęły 8. miejsce, a Małgorzata Glinka została MVP. Był to bardzo rzadko spotykany przypadek w historii siatkówki, gdzie siatkarka z zespołu, który zajął tak odległą pozycje została wybrana MVP turnieju. Podobnie w pierwszym historycznym występie w rozgrywkach Grand Prix w 2004 roku polska drużyna zajęła 8. pozycję. Drużyna Andrzeja Niemczyka brała też udział w kontynentalnym turnieju kwalifikacyjnym do Igrzysk Olimpijskich w Atenach w 2004 w Baku, gdzie osiągnęła półfinał.

### 2005 – Mistrzostwo Europy
W drugim występie podczas Grand Prix w 2005 roku zespół zajął 7. pozycję. Prowadzona przez trenera Niemczyka reprezentacja powtórzyła sukces sprzed dwóch lat na odbywających się w 2005 mistrzostwach Europy w Chorwacji. Na tym turnieju tytuł MVP otrzymała Dorota Świeniewicz.
Sukcesy w rozgrywkach kontynentalnych nie szły jednak w parze z osiągnięciami w innych turniejach międzynarodowych. 1 września 2006, po słabych występach w Grand Prix 2006 (12. miejsce), Andrzej Niemczyk podał się do dymisji. Kilka dni wcześniej usunął z kadry jedną z jej najlepszych zawodniczek Małgorzatę Glinkę. 10 grudnia 2006 zawodniczki reprezentacji Polski wystosowały list otwarty, w którym poprosiły władze Polskiego Związku Piłki Siatkowej o rozpatrzenie możliwości powrotu Andrzeja Niemczyka do pracy na stanowisku selekcjonera.

## Lata 2006–2007 – Ireneusz Kłos
Od września 2006 do lutego 2007 roku trenerem żeńskiej reprezentacji Polski w piłce siatkowej był Ireneusz Kłos, były znakomity zawodnik, trzykrotny wicemistrz Europy. Pod jego wodzą w Mistrzostwach Świata 2006 w Japonii drużyna zajęła odległe, 15.-16. miejsce. Łączny bilans spotkań pod jego kierunkiem to 5-9.

## Lata 2007–2008 – Marco Bonitta
28 lutego 2007 trenerem żeńskiej reprezentacji Polski został włoski trener Marco Bonitta, pierwszy zagraniczny trener w historii polskiej kadry żeńskiej. W tym samym roku prowadzona przez niego kadra pierwszy raz awansowała do finału cyklu Grand Prix w chińskim Ningbo, gdzie zajęła ostatnie, 6. miejsce. Eleonora Dziękiewicz została najlepiej blokującą turnieju, warto też wspomnieć o rekordzie 31 punktów Anny Podolec w meczu z Chinkami.
W Mistrzostwa Europy 2007, rozgrywanych w Belgii i Luksemburgu polska drużyna zajęła 4. miejsce. Małgorzata Glinka została najlepiej atakującą Mistrzostw.
W listopadzie 2007 polska kadra występowała drugi raz na Pucharze Świata w Japonii, który był pierwszą kwalifikacją do Igrzysk Olimpijskich w Pekinie w 2008 roku. Polskie siatkarki zajęły tam nie dające awansu 6. miejsce, zaś Katarzyna Skowrońska została wybrana najlepszą punktującą turnieju, zdobywając m.in. 32 punkty w meczu z Japonią podczas Pucharu Świata (rekord PŚ 2007).
Przed igrzyskami polskie zawodniczki wystąpiły na turnieju Grand Prix 2008 w Jokohamie, gdzie zajęły 10. miejsce. Polki ostatecznie zdobyły kwalifikacje olimpijskie zwyciężając w turnieju interkontynentalnym w maju 2008 roku w Tokio.
Podczas igrzysk w Pekinie Polki zajęły 5. miejsce w fazie grupowej i nie awansowały do dalszych rozgrywek. Ostatecznie drużyna została sklasyfikowana na miejscach 9-10. Warto wspomnieć, że mecz polskiej drużyny z Kubankami w Pekinie oglądało 14 tysięcy kibiców, co było rekordem igrzysk wśród rozgrywek zarówno siatkówki żeńskiej, jak i męskiej. Rekordy indywidualne ustanowiły Katarzyna Skowrońska i Małgorzata Glinka, zdobywając po 27 punktów.
Po Igrzyskach Olimpijskich w Pekinie trener Bonitta zakończył pracę z polską reprezentacją.

## Lata 2009–2011 – Jerzy Matlak

### 2009 – brązowy medal Mistrzostw Europy
17 stycznia 2009 po raz drugi trenerem reprezentacji Polski seniorek został mianowany Jerzy Matlak. Razem ze swoim asystentem Piotrem Makowskim doprowadził ją do brązowego medalu mistrzostw Europy w 2009 (od połowy zawodów z powodu problemów rodzinnych trenera Matlaka, drużynę prowadził sam asystent Makowski). Agnieszka Bednarek otrzymała tytuł Najlepiej zagrywającej mistrzostw.
Pod wodzą Matlaka Polki odniosły pierwsze zwycięstwo w turnieju Grand Prix rozgrywanym w kraju (dopiero w dwunastym meczu rozgrywanym u siebie). Miało to miejsce w 2009 w wygranym meczu z Japonią 3:0. Wcześniej przegrały wszystkie mecze w latach 2006-2009. W całym turnieju polska reprezentacja zajęła 7. miejsce. W kolejnych rozgrywkach w 2010 roku polski zespół zajął bardzo dobre 3. miejsce w eliminacjach i drugi raz wystąpił w finale w Ningbo w Chinach. Tam polskie zawodniczki zagrały gorzej i zajęły ostatnie, 6. miejsce.
Na mistrzostwach świata w 2010 w Japonii polski zespół zajął 9. miejsce.
Trener Matlak został odwołany z funkcji 28 czerwca 2011.

## Rok 2011 – Wiesław Popik(tymczasowo)
Od 28 czerwca 2011 do 8 lipca 2011 tymczasowo reprezentację Polski objął Wiesław Popik. Pod jego kierunkiem drużyna rozegrała 5 spotkań podczas Pucharu Jelcyna, przegrywając 4 z nich.

## Lata 2011–2012 – Alojzy Świderek
8 lipca 2011 roku selekcjonerem został wybrany były reprezentacyjny siatkarz, asystent trenera Niemczyka podczas ME 2003 i trenera Lozano podczas MŚ mężczyzn w 2006 r., Alojzy Świderek. Pod jego opieką polska drużyna najpierw zajęła 10. miejsce podczas Grand Prix w Piłce Siatkowej Kobiet 2011 w Makau. Podczas Mistrzostw Europy 2011 roku rozgrywanych w Serbii i we Włoszech polska kadra zajęła 5. miejsce.
Polska drużyna nie zakwalifikowała się do Igrzysk Olimpijskich 2012 w Londynie, zajmując w Europejskim Turnieju Kwalifikacyjnym rozgrywanym w Turcji w maju 2012 roku 2. miejsce. Podczas Grand Prix 2012 polska drużyna zajęła 8. miejsce.
27 grudnia 2012 roku trener Świderek został odwołany z funkcji.

## Lata 2013–2015 – Piotr Makowski
Od kwietnia 2013 roku trenerem kadry został Piotr Makowski, były asystent trenera Matlaka m.in. na medalowych Mistrzostwach Europy 2009, gdzie praktycznie samodzielnie doprowadził drużynę do medalu.
Podczas eliminacji do Grand Prix w Piłce Siatkowej Kobiet 2013 polska drużyna została sklasyfikowana na odległym, 15. miejscu, przegrywając większość meczów i w efekcie spadła do II Dywizji. Jedyna satysfakcja to rekord Grand Prix - 41 punktów Katarzyny Skowrońskiej-Dolaty zdobyte w meczu z Rosją, przegranym 2:3. Na Mistrzostwa Europy 2013 w Niemczech i Szwajcarii polska drużyna zajęła 11. miejsce, przegrywając 3 z 4 meczów.
Polska nie zakwalifikowała się na Mistrzostwa Świata w Piłce Siatkowej Kobiet 2014, przegrywając decydujący mecz podczas eliminacji europejskich w Łodzi. W Lidze Europejskiej 2014 polska drużyna zajęła 3. miejsce. Podczas Grand Prix w Piłce Siatkowej Kobiet 2014 polska drużyna zajęła 4. miejsce w II dywizji, a łącznie 16. miejsce.
Natomiast udanie zakończyły się eliminacje do Mistrzostw Europy 2015, które polska reprezentacja przeszła bez większego trudu. Sam turniej poprowadził już następca trenera Makowskiego.
14 lutego 2015 roku z powodów osobistych trener Makowski złożył dymisję

## 2015–2021 Jacek Nawrocki
2 kwietnia 2015 roku nowym selekcjonerem reprezentacji Polski siatkarek został Jacek Nawrocki, były trener męskiej drużyny Skry Bełchatów oraz reprezentacji narodowej juniorów i kadetów. Trener zapowiedział budowanie młodej, perspektywicznej drużyny.
Zajął z nią 2. miejsce na Igrzyskach Europejskich 2015 w Baku. W Grand Prix 2015 występując w dalszym ciągu w II Dywizji zespół zajął 14. pozycję. Drużyna dotarła do ćwierćfinału Mistrzostw Europy 2015 w Holandii, zajmując ostatecznie 8. miejsce.
Nie udało mu się awansować na Igrzyska Olimpijskie 2016 w Rio de Janeiro. W Grand Prix 2016, podobnie jak przed rokiem, zespół zajął 14. pozycję.
Sukcesem zakończyły się rozgrywki Grand Prix w Piłce Siatkowej Kobiet 2017, gdzie zespół wygrał rozgrywki II Dywizji (łącznie 13. miejsce) i po 4 latach awansował do I Dywizji. W Mistrzostwach Europy 2017 w Baku drużyna zajęła 10. miejsce. Nie udało się natomiast zakwalifikować się na Mistrzostwa Świata w Piłce Siatkowej Kobiet 2018.
Z kolei w silnie obsadzonej Lidze Narodów 2018, rozgrywkach, które zastąpiły organizowane w latach 1993-2017 Grand Prix, młody polski zespół zagrał powyżej oczekiwań, zajmując niezłe 9. miejsce.
Podczas 34. edycji turnieju Volley Masters Montreux, który odbył się w maju 2019, reprezentacja Polski po raz pierwszy w historii odniosła zwycięstwo. W finale polski zespół pokonał reprezentację Japonii 3:1. MVP została wybrana Malwina Smarzek.
W kolejnej edycji Ligi Narodów 2019 drużyna polska znów zagrała lepiej niż oczekiwano, po 9 latach awansując do finału, gdzie, po dwóch porażkach z późniejszymi finalistkami, USA i Brazylią, zajęła dobre 5. miejsce. W Mistrzostwach Europy 2019, rozgrywanych w fazie grupowej, 1/8 finału i ćwierćfinałach w czterech krajach, m.in. w łódzkiej Atlas Arenie, polski zespół awansował do strefy medalowej, rozgrywanej w Turcji, ale tam przegrał obydwa mecze, kończąc mistrzostwa na dobrym, 4. miejscu. Środkowa polskiej reprezentacji, Agnieszka Kąkolewska została wybrana do Drużyny Marzeń CEV EuroVolley 2019.
Podczas Interkontynentalnego turnieju kwalifikacyjnego do Letnich Igrzysk Olimpijskich 2020, rozgrywanego w sierpniu 2019 we Wrocławiu, polska reprezentacja zajęła 2. miejsce w grupie i awansowała do Europejskiego Turnieju Kwalifikacyjnego. W tym turnieju, który odbył się w styczniu 2020 w Holandii, polska drużyna zajęła 3.-4. miejsce i nie awansowała do występu w igrzyskach.
W edycji 2021 Ligi Narodów drużyna polska zaprezentowała się przeciętnie, zajmując dopiero 11. miejsce. Podczas Mistrzostw Europy 2021 rozgrywanych 4 krajach bałkańskich (Serbia, Bułgaria, Chorwacja i Rumunia) polska drużyna dotarła do ćwierćfinału i zajęła w klasyfikacji 5. miejsce.
15 września 2021 Jacek Nawrocki podał się do dymisji, która została przyjęta przez PZPS.

## 2022–  Stefano Lavarini
W styczniu 2022 trenerem kadry został Włoch, Stefano Lavarini, trener czołowego włoskiego klubu Igor Gorgonzola Novara. Wcześniej trenował kluby Unet E-Work Busto Arsizio, Minas Tenis Clube i Foppapedretti Bergamo, a także reprezentację Korei Południowej.
Pod wodzą nowego trenera w edycji 2022 Ligi Narodów drużyna polska zaprezentowała się najsłabiej w historii, wygrywając 4 mecze i przegrywając 8. Drużyna zajęła dopiero 12. miejsce.
Za to w Mistrzostwach Świata 2022, rozgrywanych w Polsce i Holandii Biało-czerwone spisały się bardzo dobrze, po raz pierwszy od 60 lat docierając do ćwierćfinału, i w ostatecznej klasyfikacji zajmując 7. miejsce.
W edycji 2023 Ligi Narodów drużyna polska zaprezentowała się znakomicie, w fazie zasadniczej zajęła 2. miejsce po wygraniu 10 meczów i przegraniu 2. W finale zajęła 3. miejsce, kolejno: wygrywając z Niemcami w ćwierćfinale 3:2, przegrywając w półfinale z Chinami 0:3 i zwyciężając w meczu o brąz z USA 3:2. Było to pierwsze podium na imprezie rangi światowej od 55 lat (IO 1968). Do pierwszej szóstki turnieju została wybrana Martyna Łukasik, zaś inne zawodniczki zajęły wysokie miejsca w poszczególnych rankingach: najlepszą punktującą została Magdalena Stysiak, najlepszą blokująca Agnieszka Korneluk, drugie miejsca zajęły: w kategorii atakujących Magdalena Stysiak, w kategorii broniących Maria Stenzel, za trzecie w kategorii najlepszych przyjmujących Martyna Łukasik.
Podczas Mistrzostw Europy 2023 rozgrywanych w 4 krajach (Włochy, Niemcy, Belgia i Estonia) polska drużyna dotarła do ćwierćfinału i zajęła w klasyfikacji 5. miejsce.
W kwalifikacjach do Igrzysk Olimpijskich w Paryżu, rozgrywanych we wrześniu 2023 w Łodzi, polskie siatkarki pokonały: Słowenię 3:0, Koreą Południową 3:1, Kolumbię 3:0, Niemcy 3:2, USA 3:1, Włochy 3:1 oraz przegrały z Tajlandią 2:3. Dzięki tym wynikom po raz pierwszy od 2008 awansowały na igrzyska olimpijskie.
W edycji 2024 Ligi Narodów drużyna polska, podobnie jak rok wcześniej, w finale zdobyła brązowy medal. W fazie zasadniczej zajęła 3. miejsce po wygraniu 10 meczów i przegraniu 2. W fazie finałowej: wygrała w ćwierćfinale z Turcją 3:2, w półfinale przegrała z Włochami 0:3, a w meczu o brąz zwyciężyła Brazylię 3:2. 
Do pierwszej szóstki turnieju została wybrana Agnieszka Korneluk, zaś Aleksandra Szczygłowska okazała się w statystykach najlepiej broniąca zawodniczką Ligi. 
Reprezentacja Polski siatkarek wystąpiła na igrzyskach olimpijskich 2024 w Paryżu. W swojej grupie wygrała 3:1 z Japonią i 3:0 z Kenią, natomiast przegrała z Brazylią 0:3, awansując do ćwierćfinału. Tam przegrała z USA 0:3 i została sklasyfikowana na miejscach 5-8.

## Statystyki

### Debiutanckie mecze polskiej kadry na imprezach międzynarodowych
- Mistrzostwa Europy: 1949 – ZSRR 0:3 (13:15, 4:15, 3:15)
- Mistrzostwa Świata: 1952 – Węgry 3:0 (15:5, 15:3, 15:5)
- Igrzyska Olimpijskie: 1964 – USA 3:0 (15:3, 15:4, 15:10)
- Puchar Świata: 2003 – Turcja 3:2 (26:28, 27:25, 20:25, 25:11, 15:12)
- Grand Prix: 2004 – Rosja 0:3 (12:25, 22:25, 17:25)
- Liga Narodów: 2018 – USA 1:3 (26:28, 22:25,	25:22, 15:25)

### Najwyższe lokaty zajęte na imprezach międzynarodowych
- Igrzyska Olimpijskie: 3. miejsce 1964 (trener Stanisław Poburka), 3. miejsce 1968 (trener Benedykt Krysik)
- Mistrzostwa Świata: 2. miejsce 1952 (trener Zygmunt Krzyżanowski)
- Mistrzostwa Europy: 1. miejsce 2003 (trener Andrzej Niemczyk), 1. miejsce 2005 (trener Andrzej Niemczyk)
- Puchar Świata: 6. miejsce 2007 (trener Marco Bonitta)
- Grand Prix: 6. miejsce 2007 (trener Marco Bonitta), 6. miejsce 2010 (trener Jerzy Matlak)
- Liga Narodów: 3. miejsce 2023, 2024 (trener Stefano Lavarini)